# آستروفوکائودیا
آستروفوکائودیا(نام علمی: Astrophocaudia) نام یک سرده از راسته خزنده‌کفلان است.